# Ulla och Stig Holmquists vetenskapliga pris i organisk kemi
Ulla och Stig Holmquists vetenskapliga pris i organisk kemi delas årligen ut i samband med Holmquist symposiet samt Uppsala universitets vinterpromotion. Priset har fått sitt namn efter Stig Holmquist (1926–2007) som var universitetslektor vid Institution för Kemi - BMC vid Uppsala Universitet och hans fru Ulla. Stig Holmquist har undervisat i allmän och organisk kemi och har tagit initiativ till att starta nya kurser till exempel i miljökemi redan på 1960-talet. Han har efterlämnat ett kapital på 30 miljoner svenska kronor. Baserat på denna donation tilldelas Holmquistpriset årligen till en organisk kemist som också bjuds in som huvudtalare till Holmquist symposiet som organiseras årligen av forskningsprogrammet för organisk kemi vid Uppsala Universitet, där Stig Holmquist har undervisat i decennier.
Priset tilldelas ”en forskare med huvudsakligen nationell verksamhetsbakgrund inom ämnet organisk kemi, vilken gjort banbrytande forskningsinsatser inom detta område”. Priset delades ut för första gången 2005 i enlighet med donationens reglemente. Därefter har priset delats ut årligen efter beslut av universitetets rektor och efter förslag som lämnats av dekanerna för kemiska sektionen, farmaceutiska fakulteten och medicinska fakulteten. Priset som delas ut i samband med Uppsala universitets doktorspromotion i januari är det största kemipriset efter nobelpriset.

## Pristagare
- 2004: Anders Hallberg[7][3][8]
- 2005: Jan-Erling Bäckvall[7][3][9]

- 2006: Christina Moberg[7][3][10]

Motivering: Christina Moberg, professor i organisk kemi vid KTH, tilldelas priset för sin framgångsrika forskning inom asymmetriska metallkatalyserade reaktioner, ett område som är av stor vikt för bl. a. läkemedelsindustrin. Hon arbetar även aktivt med att informera om betydelsen av organisk kemi i ett modernt samhälle genom populärvetenskapliga föreläsningar.
- 2007: Torbjörn Frejd[7][3][11]

Motivering: Torbjörn Frejd tilldelas priset för sina utomordentligt skickliga vetenskapliga insatser som spänner över ett stort område av den organiska kemin. Hans forskning som är av hög internationell standard karakteriseras av kreativitet och noggrannhet. Frejd har inom organisk syntetisk kemi gjort banbrytande insatser, gett vetenskapssamfundet möjlighet att bygga nya intressanta organiska molekyler och främjat utvecklingen av den gröna kemin. Frejd har framgångsrikt exploaterat intressanta delar av den organiska molekylära mångfalden, särskilt den del som är biologiskt intressant. Han har en omfattande vetenskaplig produktion och har ett stort antal förtroendeuppdrag
- 2008: Bengt Långström[7][3][12]

Motivering: Bengt Långström, professor i radiofarmaceutisk organisk kemi, har bedrivit visionär världsledande forskning inom organisk kemi med inriktning emot syntes av medicinskt viktiga föreningar som innehåller den kortlivade isotopen kol-11. Hans forskning ligger till grund för många av de stora framsteg som gjorts inom PET, eller positron emission tomografi, en teknik som används för diagnostisering av patienter, samt av de ledande läkemedelsföretagen vid framställning av nya läkemedel.
- 2009: Björn Åkermark[7][3][14]

Motivering: Björn Åkermark, professor emeritus och verksam vid Stockholms universitet, tilldelas priset för sitt enastående arbete med artificiell fotosyntes som har fått stor betydelse både för grundvetenskapen och kan komma att få stor betydelse för de praktiska tillämpningarna att kunna omvandla fotoenergi till användbar energi. Hans tidiga insikt och arbeten i metallorganisk katalys har varit avgörande för utvecklingen av området till en svensk specialitet.
- 2010: Olov Sterner[7][3][16]

Motivering: Olov Sterner tilldelas priset för sina utomordentligt betydande insatser inom området naturproduktkemi involverande isolering, karakterisering och syntes av substanser i biologiskt material. Målet för Sterners forskning är att identifiera kemiska föreningar med intressanta farmakologiska och/eller fysiologiska egenskaper. För sitt stora internationella nätverk och som en av de få svenska kemister som har ett mycket omfattande samarbete och utbyte med utvecklingsländer i Afrika, Syd- och Mellanamerika. Sterner har en omfattande vetenskaplig produktion i internationella  vetenskapliga tidskrifter.
- 2011: Peter Somfai[7][3]

Motivering: Peter Somfai tilldelas priset  för sin framgångsrika verksamhet vilken innefattar utvecklingen av nya effektiva metoder för stereoselektiv syntes, särskilt beträffande effektiv och divergent organisk syntes i syfte att framställa bibliotek av föroreningar för farmakologiska och biologiska tillämpningar. Hans forskning inom organisk kemi karakteriseras av betydande bredd och djup, fantasi och kreativitet. Somfai räknas bland landets framstående kemister och han har rönt internationell uppmärksamhet för sina arbeten.
- 2012: Per Ahlberg[7][3][18]

Motivering: Per Ahlberg, professor emeritus i organisk kemi vid Kemiska institutionen, Göteborgs universitet, tilldelas priset för sin djärva, fundamentala och detaljerade undersökningar av organiska reaktionsmekanismer med spektroskopiska, kinetiska och beräkningsmässiga metoder. Han har gjort pionjärartade synteser och spektroskopiska experiment vid mycket låga temperaturer och med supersyror. Hans insatser har fått stor betydelse för organisk syntes och för förståelsen av centrala organiska reaktioner, bland annat väteomlagringar, kondensationsreaktioner och enantioselektiva synteser. Han har också bidragit med syntetiska katalytiskt aktiva polypeptider som hör till de tidigaste lyckade försöken att efterlikna enzymaktivitet. Ahlberg är sedan länge en av landets främsta kemister och har fått ett stort internationellt erkännande.
- 2013: Licheng Sun[7][3][19][20]

Motivering: Professor Licheng Sun tilldelas priset för sin framstående forskning inom området artificiell fotosyntes, ett högaktuellt område inom energiforskningen. Med sin kreativitet och djupa kunskap i organisk kemi, katalys och fotokemi har han med stor framgång lyckats utveckla bättre och effektivare artificiella fotosyntetiska metoder. Dessa metoder, som bland annat kan tillåta produktion av syrgas från vatten med imponerande hög verkningsgrad, förväntas få en stor praktisk betydelse. Licheng Sun har fått ett stort internationellt erkännande och är en av landets främsta kemister.
- 2014: Mats Larhed[7][3][21][22]

Motivering: Mats Larhed professor i organisk-farmaceutisk kemi, tilldelas Ulla och Stig Holmquists pris i organiska kemi för 2014. Larheds kompetens i central organisk kemi är utomordentlig. Han är internationellt känd genom sitt arbete med mikrovågsinducerad organisk syntes där palladiumkatalyserade reaktioner (Heck, Stille, Suzuki) står i centrum. Resultaten är av stor betydelse för metodutveckling inom synteskemin men också inom läkemedelskemi. Det finns flera exempel på hur design och mikrovågsaccelererad syntes kan bidra till olika viktiga och nya mediciner. Larhed har en omfattande publikationslista i högt rankade tidskrifter och en mycket stor del av dessa är publicerade i tidskrifter för organisk kemi. Larhed är dessutom en eftertraktad föreläsare. 
- 2015: Pher G. Andersson[2][3][23]

Motivering: Pher G. Andersson, professor i organisk kemi, får priset för sin uppmärksammade studier av katalytiska föreningar, vilka används för att skapa olika typer av organiska föreningar som är till nytta för samhället. I sitt arbete med katalyskemin försöker han förstå de mekanistiska detaljerna i hur en katalytisk process kan ske genom att kombinera experiment med teoretiska beräkningar.
- 2016: Kristina Luthman[3][24][25]

Motivering: Kristina Luthman, professor i läkemedelskemi, erhåller priset för sina studier av peptid-liknande föreningar, peptidomimetika, som har läkemedelskemiska egenskaper. Luthman har utvecklat syntesmetoder för att kunna designa dessa molekyler vilket har krävt både kreativitet och en internationellt erkänd djup kunskap inom organisk kemi. Hennes insatser har inte bara lett till nya föreningar men också till nya frågeställningar inom läkemedelskemin. Några exempel är allergirelaterade problem, cancer, diabetes och neurodegeneration. Luthman har en gedigen ställning som läkemedelskemist och har ett stort tvärvetenskapligt samarbetsnätverk som bidrar till den höga samhällsrelevansen i hennes forskning. Kristina Luthman disputerade vid Uppsala universitet 1986 och har sedan 2000 byggt upp läkemedelskemin vid Göteborgs universitet. Luthman är en erkänt skicklig lärare och tilldelades 2011 priset Pedalen som är Sahlgrenska akademins studentkårs pedagogiska pris.

- 2017: Kálmán Szabó[3][26]

Motivering: Professor Kálmán J. Szabó, får priset för sin skicklighet att syntetisera metallorganiska föreningar vilka till exempel kan innehålla bor eller kisel och som kan användas för framställning av olika typer av bioaktiva föreningar. Szabó blandar skickligt användningen av teoretiska metoder och modelleringar såsom kvantmekanik med experiment för att belysa och förstå kemiska reaktionsförlopp. Detta har lagt grunden till hans utveckling av kemin kring så kallade pincer-komplex för katalys, vilket är vissa typer av metaller som kan binda hårt till organiska molekyler och fungera som katalysatorer. På senare tid har Szabó utvecklat nya katalytiska metoder för trifluormetyleringar och fluoreringar. De resulterande fluorföreningarna kan få betydelse inom bland annat PET-scanning av olika tumörer.

- 2018: Göran Widmalm[3][27]

Motivering: Göran Widmalm, professor i organisk kemi, tilldelas priset för sina betydelsefulla insatser inom kolhydratområdet. Han har bedrivit forskning kring NMR-spektroskopisk analys av komplexa kolhydrater och har utvecklat nya syntesmetoder för framställning av oligosackarider och glykokonjugat.
- 2019 Per-Ola Norrby[28]

Motivering: "Professor Per-Ola Norrby har genom sin forskning gjort banbrytande insatser för att lyfta in beräkningskemiska metoder i den organisk-kemiska metoduppsättningen. Han har utvecklat beräkningsmetoder för att kunna klargöra och i vissa fall även förutsäga stereoselektivitet i organiska reaktioner  med optiskt aktiva reaktanter och produkter såsom asymmetrisk dihydroxylering och epoxidering."
- 2020 Jan Kihlberg[29]

Motivering: "Kolhydratderivat har syntetiserats med stor skicklighet och innefattar både metodutveckling för glykosidering av enskilda aminosyror och peptider samt skyddsgruppskemi. Jan Kihlberg har introducerat en NMR-teknik utnyttjande en fluorisotop som en metod för att följa utveckling av fastfas peptidsyntes och inbindning av ligander till receptorer i biologiska system. Hans kolhydratforskning har rönt stor internationell uppmärksamhet vilket också i hög grad gäller hans framgångsrika syntes och studier av makrocykler och peptidomimetika." 
- 2021: Fredrik Almqvist
- 2022: Kenneth Wärnmark
- 2023: Belén Martín-Matute